# Raimund Kamm
Raimund Kamm (* 8. März 1952 in Lichtendorf) war bis 1998 Politiker der Partei Bündnis 90/Die Grünen. Kamm ist seit 1998 parteilos.

## Leben
Kamm besuchte die Volksschule Geisecke und von 1961 bis 1970 das Friedrich-Bährens-Gymnasium in Schwerte. Er war danach Lernender und Lehrender in der evangelischen Jugendbildungsarbeit in Haus Villigst. Es folgte eine Banklehre bei der Dresdner Bank in Dortmund und ein Studium der Wirtschafts- und Sozialwissenschaften in Augsburg mit der Studienrichtung Betriebswirtschaftslehre und Personalwesen und dem Abschluss als Diplomökonom.
Daraufhin war er ehrenamtlicher Mitarbeiter in einer studentischen Sozialarbeit in einer Augsburger Obdachlosensiedlung, Angestellter als Managementtrainer bei der SEL AG in Stuttgart und Mitarbeiter in der Augsburger Friedensinitiative und bis 17. Mai 2005 Geschäftsführer der Augsburger Weltladen GmbH.

## Politik
1981 wurde Kamm Mitglied der Grünen, bei denen er zeitweise Kreisvorstand in Augsburg war. Von 1986 bis zum 31. Juli 1997 war er Mitglied des Bayerischen Landtags.
Kamm ist:
- Landesvorsitzender des Bundesverbandes WindEnergie e.V. in Bayern (BWE Bayern)[3]
- Vorstand des Vereins FORUM Gemeinsam gegen das Zwischenlager und für eine verantwortbare Energiepolitik e.V.[4]
- Energiebeauftragter der BUND Naturschutz Kreisgruppe Augsburg[5]
- Mitglied des Landesbunds für Vogelschutz (LBV)[6]

## Persönliches
Raimund Kamm hat drei Kinder und ist mit der ehemaligen bayerischen Landtagsabgeordneten Christine Kamm verheiratet.